# Codex Boreelianus

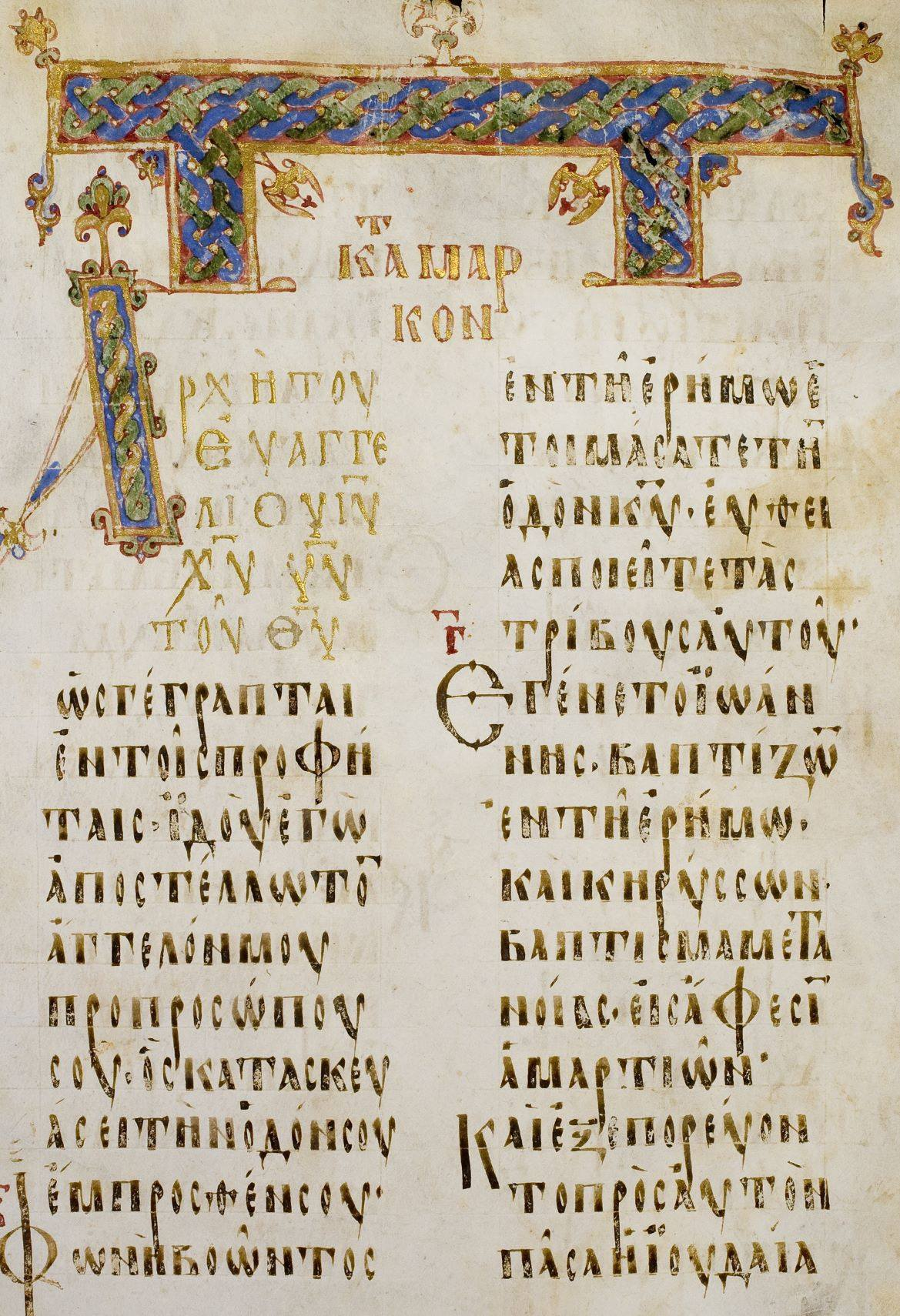
Marcos 1 en Codex Boreelianus

El Codex Boreelianus (Utrecht, Universidad de Utrecht (Ms. 1); Gregory-Aland no. Fe o 09) es un manuscrito uncial del siglo IX. El códice contiene los cuatro Evangelios.
El códice consiste de un total de 204 folios de 28,5 x 22 cm. El texto está escrito en dos columnas por página, con entre 19 y plus líneas por columna.
El texto griego de este códice es una representación del tipo textual bizantino. Kurt Aland lo ubicó en la Categoría V.